# خوائو برناردو وییرا
خوائو برناردو وییرا (انگلیسی: João Bernardo Vieira؛ زاده ۲۷ آوریل ۱۹۳۹ – درگذشته ۲ مارس ۲۰۰۹) یک سیاست‌مدار اهل گینه بیسائو بود.